# كريشنا
كرشنا أو كِرِشنة أو (نقحرة: كريشنا) (بالسنسكريتية: कृष्ण) هو إله رئيسي في الهندوسية. يُعبد باعتباره الصورة الرمزية الثامنة لفيشنو أي أفاتار لفيشنو وأيضًا باعتباره الإله الأعلى في حد ذاته. وهو إله الحماية والرحمة والحنان والمحبة. وهي واحدة من أكثر الآلهة شعبية واحترامًا على نطاق واسع بين الآلهة الهندوسية. وفي طوائف أخرى هو مصدر كل الأفاتارت بما فيها فيشنو. يحتفل الهندوس بعيد ميلاد كرشنا كل عام في يوم كرشنا جانماشتامي وفقًا للتقويم الهندوسي القمري الشمسي، والذي يصادف أواخر أغسطس أو أوائل سبتمبر من التقويم الغريغوري.
وكرشنة يعني الأسود أو المظلم أو "الأزرق الداكن". يُطلق على القمر المتضائل اسم كرشنا كرشنا باكشا، نسبة إلى الصفة التي تعني "السواد". يُفسر الاسم أحيانًا على أنه "جذاب تمامًا".
الحكايات والروايات عن حياة كرشنا تحمل عنوان كرشنا ليلا بشكل عام. إنه شخصية مركزية في ماهابهاراتا، وبهاجافاتا بورانا، وبراهما فايفارتا بورانا، وبهاجافاد جيتا، وقد ورد ذكره في العديد من النصوص الفلسفية واللاهوتية والأسطورية الهندوسية. إنهم يصورونه من وجهات نظر مختلفة: على أنه طفل إله، ومخادع، ومحب نموذجي، وبطل إلهي، والكائن الأعلى العالمي. تعكس أيقونيته هذه الأساطير، وتظهره في مراحل مختلفة من حياته، مثل طفل رضيع يأكل الزبدة، وصبي صغير يلعب بالآلة الموسيقية.الناي، صبي صغير مع رادها أو محاطًا بالمريدات؛ أو سائق عربة ودود يقدم المشورة لأرجونا.
أُرجع اسم ومرادفات كرشنا إلى أدب وطوائف الألفية الأولى قبل الميلاد. في بعض التقاليد الفرعية، مثل الكرشنيّة ، يُعبد كرشنا باسم سفايام بهاغافان (الإله الأعلى). نشأت هذه التقاليد الفرعية في سياق حركة بهاكتي في العصور الوسطى. ألهم الأدب المرتبط بكرشنا العديد من فنون الأداء. إنه إله عموم الهندوس, لكنه يحظى بالتبجيل بشكل خاص في بعض المواقع, مثل فريندافان في ولاية أوتار براديش, دواركا وجوناجاد في ولاية غوجارات; جانب جاغاناثا في أوديشا، مايابور في ولاية البنغال الغربية؛ على شكل فيثوبا في باندهاربور، ماهاراشترا، وجوروفايورابان في جوروفايور في ولاية كيرالا. منذ الستينيات، انتشرت عبادة كرشنا أيضًا إلى العالم الغربي وأفريقيا، ويرجع ذلك إلى حد كبير إلى عمل الجمعية الدولية لوعي كرشنا.

## حياته

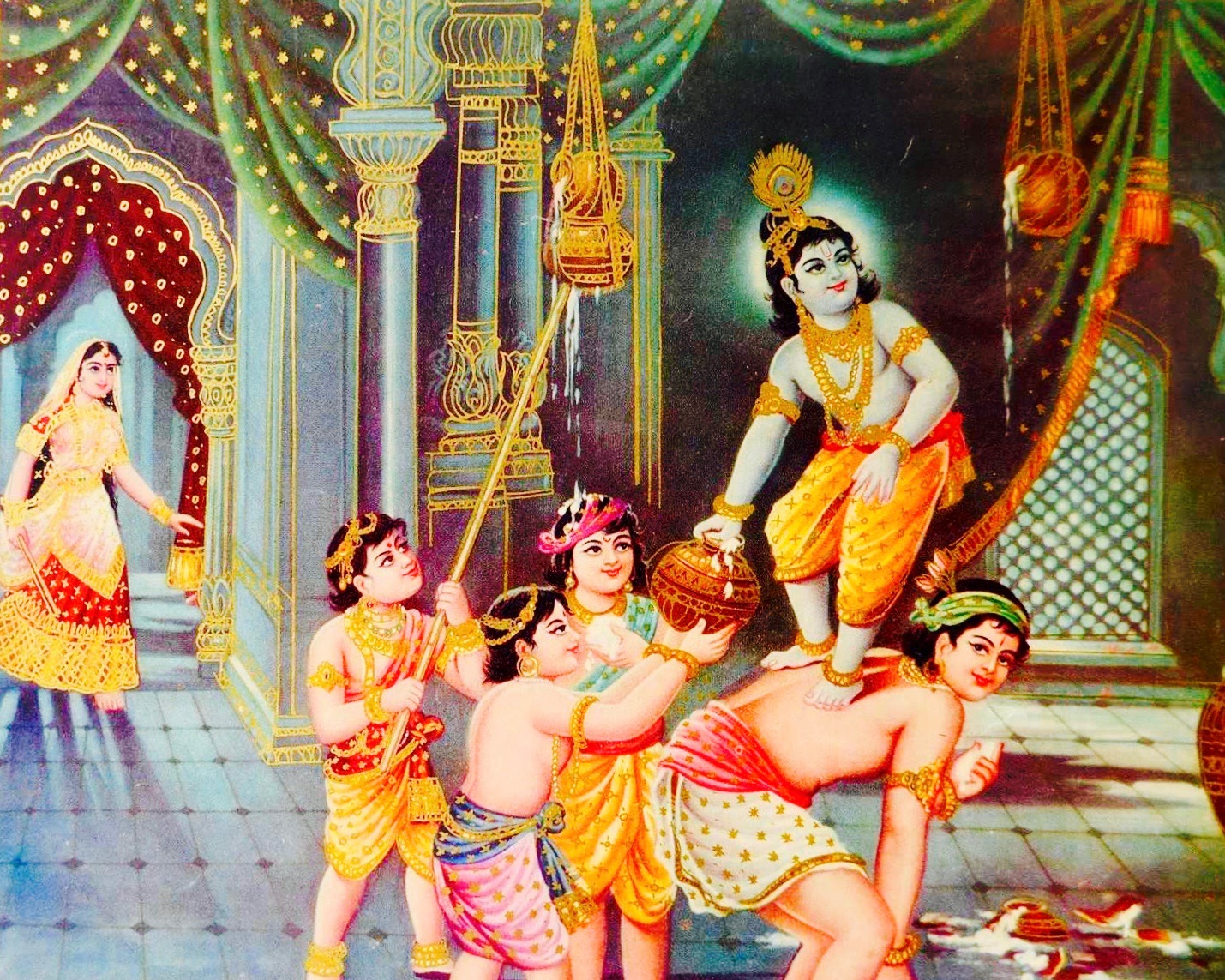
الإحتفال بنجاة الإله كرشنا عندما كان طفلًا.

ولد كرشنا لديفاكي وزوجها فاسوديفا، من عشيرة يادافا في ماثورا. شقيق ديفاكي طاغية اسمه كامسا. في حفل زفاف ديفاكي، وفقًا للأساطير البورانية، أخبر العرافون كامسا أن أحد أطفال ديفاكي سيقتله. في بعض الأحيان، يُصور بأنه وحي يعلن وفاة كامسا. يرتب كامسا لقتل جميع أطفال ديفاكي. عندما ولد كرشنا، حمل فاسوديفا الطفل كرشنا سرًا بعيدًا عبر نهر يامونا، واستبدله مع ياشودا ابنة عندما يحاول كامسا قتل المولود الجديد، يظهر الطفل المتبادل على هيئة الإلهة الهندوسية يوغامايا، تحذره من أن موته قد وصل إلى مملكته، ثم يختفي، بحسب الأساطير الموجودة في بوراناس. نشأ كرشنا مع ناندا وزوجته ياشودا بالقرب من ماثورا الحديثة. نجا أيضًا اثنان من أشقاء كرشنا، وهما بالاراما وسوبهادرا، وفقًا لهذه الأساطير. يُحتفل بيوم ميلاد كرشنا باسم كرشنا جانماشتامي.

### الطفولة والشباب

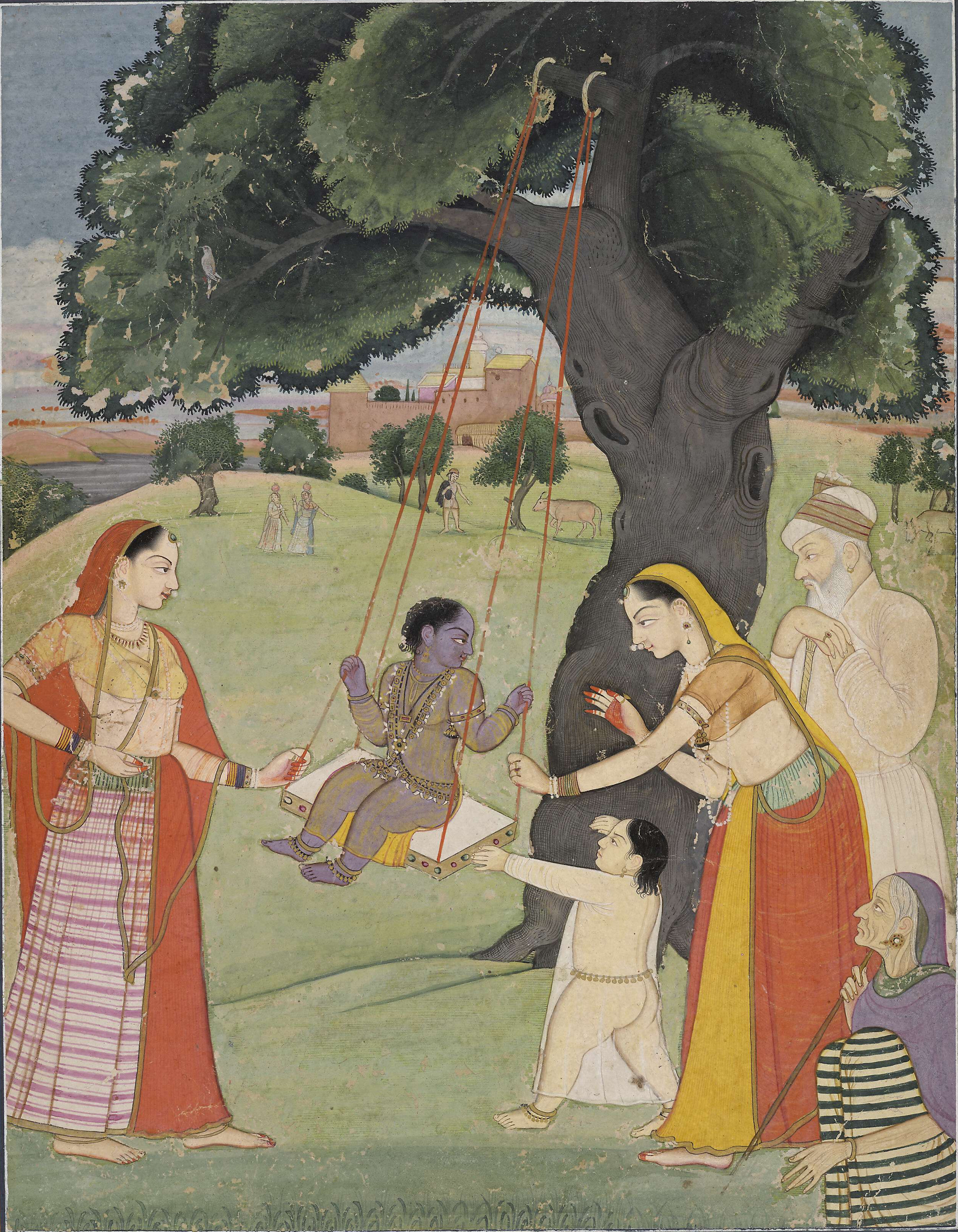
الطفل كرشنا على أرجوحة، صُوّر مع والديه بالتبني ناندا وياشودا.

تصفه أساطير طفولة كرشنا وشبابه بأنه راعي أبقار، وصبي مؤذ أكسبته مقالبه لقب ماخان تشور (لص الزبدة)، والحامي الذي يسرق قلوب الناس في كل من جوكول وفريندافانا. تنص النصوص، على سبيل المثال، على أن كرشنا يرفع تلة جوفاردهانا لحماية سكان فريندافانا من الأمطار والفيضانات المدمرة.
تصفه أساطير أخرى بأنه عاشق ساحر ومرح لخادمات الحليب في فريندافانا، وخاصة رادها. تُعرف قصص الحب المليئة بالاستعارات هذه باسم راسا ليلا وقد أُضفِي طابع رومانسي عليها في شعر جاياديفا، مؤلف كتاب جيتا جوفيندا. كما أنها أساسية لتطوير تقاليد كرشنا بهاكتي التي تعبد رادها كرشنا.
توضح طفولة كرشنا المفهوم الهندوسي لـ ليلى، اللعب من أجل المتعة والاستمتاع وليس من أجل الرياضة أو الربح. يعد تفاعله مع خادمات الحليب في رقصة راسا أو راسا-ليلا مثالاً على ذلك. يعزف كرشنا على الناي وتأتي خادمات الحليب على الفور، من كل ما كانوا يفعلون، إلى ضفاف نهر يامونا وينضمون إليه في الغناء والرقص. حتى أولئك الذين لم يتمكنوا من التواجد هناك جسديًا ينضمون إليه من خلال التأمل. إنه الجوهر الروحي والحب الأبدي في الوجود.
هذه الليلى هي موضوع ثابت في أساطير طفولة كرشنا وشبابه. وحتى عندما يقاتل ثعبانًا لحماية الآخرين، فهو موصوف في النصوص الهندوسية وكأنه يلعب لعبة. يُحتفل بهذه النوعية من المرح في كرشنا خلال مهرجانات مثل راسا ليلا وجانماشتامي، حيث يقلد الهندوس في بعض المناطق مثل ولاية ماهاراشترا أساطيره بشكل هزلي، مثل صنع أهرامات الجمباز البشرية لكسر الأيدي المفتوحة (الأواني الفخارية). معلقة عالياً في الهواء "لسرقة" الزبدة أو اللبن، وسكبها في جميع أنحاء المجموعة.

### البلوغ

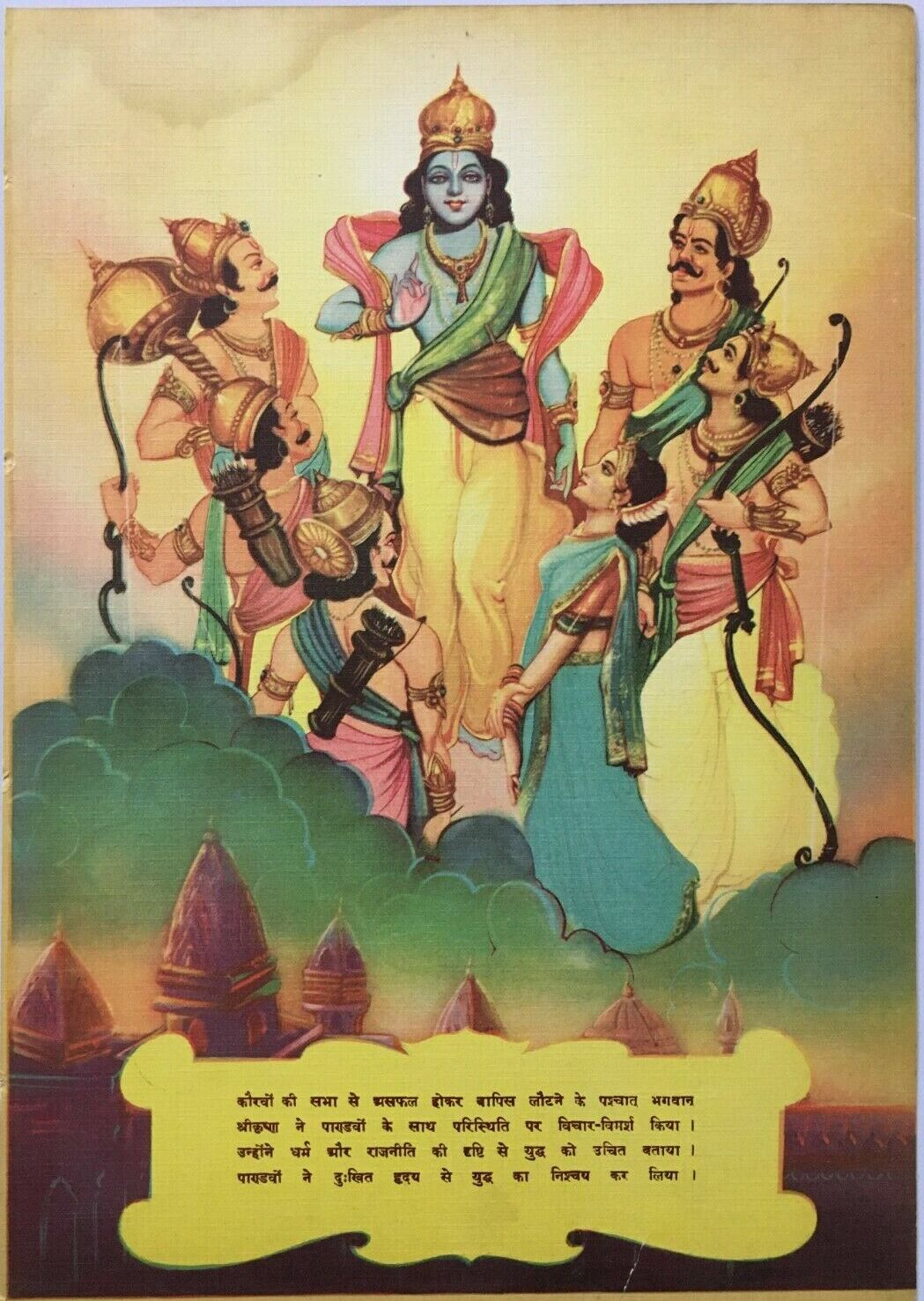
كرشنا ينصح باندافاس.

ثم تصف أساطير كرشنا عودته إلى ماثورا. يطيح ويقتل الملك الطاغية عمه كامسا/كانسا بعد إخماد عدة محاولات اغتيال قام بها كامسا. أعاد والد كامسا، أوجراسينا، إلى منصب ملك يادافاس وأصبح أميرًا بارزًا في البلاط. في إحدى روايات قصة كرشنا، كما رواها شانتا راو، قاد كرشنا بعد وفاة كامسا عائلة يادافاس إلى مدينة دواركا المبنية حديثًا. بعد ذلك ارتفع باندافاس. يصادق كرشنا أرجونا وأمراء باندافا الآخرين في مملكة كورو. يلعب كرشنا دورًا رئيسيًا في ماهابهاراتا.
يصف بهاجافاتا بورانا زوجات كرشنا الثمانية اللاتي يظهرن بالتسلسل مثل روكميني، ساتيابهاما، جامبافاتي، كاليندي، ميترافيندا، ناجناجيتي (وتسمى أيضًا ساتيا)، بهادرا ولاكشمانا (وتسمى أيضًا مادرا). وفقًا لدينيس هدسون، هذه استعارة تشير فيها كل زوجة من الزوجات الثماني إلى جانب مختلف منه. وفقًا لجورج ويليامز، تذكر نصوص فايشنافا جميع خادمات الحليب كزوجات لكرشنا، لكن هذه رمزية روحية للعلاقة التعبدية وتفاني كرشنا المحب الكامل لكل شخص مخلص له.
في التقاليد الهندوسية المتعلقة بكرشنا، يُرى بشكل شائع مع رادها. تعتبر جميع زوجاته وعشيقته رادها في التقليد الهندوسي تجسيدًا للإلهة لاكشمي، زوجة فيشنو. تعتبر خادمات الحليب من مظاهر لاكشمي أو رادها.

### حرب كوروكشيترا وبهاغافادغيتا
وفقًا للقصيدة الملحمية ماهابهاراتا، أصبح كرشنا سائق عربة أرجونا في حرب كوروكشترا، ولكن بشرط ألا يرفع هو شخصيًا أي سلاح. عند وصوله إلى ساحة المعركة ورؤية أن الأعداء هم عائلته وجده وأبناء عمومته وأحبائه، تأثر أرجونا وقال إن قلبه لن يسمح له بالقتال وقتل الآخرين. إنه يفضل التخلي عن المملكة وإخماد غانديفا(قوس أرجونا). ثم ينصحه كرشنا عن طبيعة الحياة والأخلاق عندما يواجه المرء حربًا بين الخير والشر، وعدم ثبات المادة، ودوام الروح والخير، والواجبات والمسؤوليات، وطبيعة السلام الحقيقي والأخلاق. النعيم وأنواع اليوغا المختلفة للوصول إلى هذه الحالة من النعيم والتحرر الداخلي. تُقدم هذه المحادثة بين كرشنا وأرجونا كخطاب يسمى البهاغافاد غيتا.

### الموت والصعود

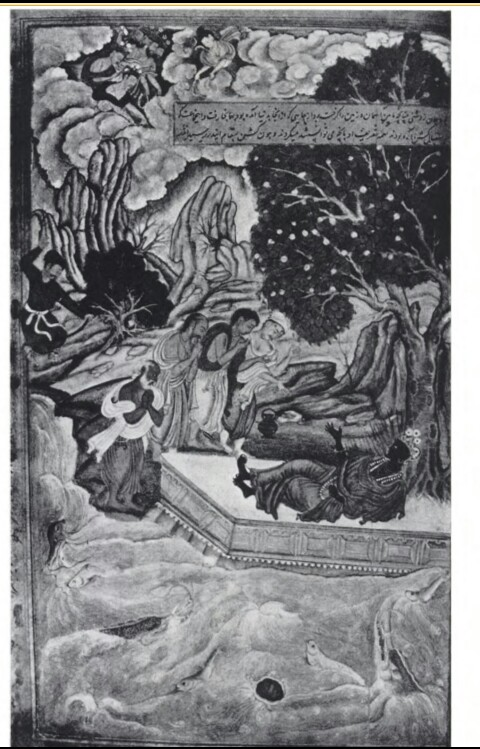
موت كرشنا وصعوده للسماء.

جاء في النصوص الهندية أن حرب كوروكشيترا الأسطورية أدت إلى مقتل جميع أبناء غاندهاري المائة. بعد وفاة دوريودهانا، قام كرشنا بزيارة غندهاري لتقديم تعازيه عندما زار غندهاري ودهريتاراشاترا كوروكشترا، كما هو مذكور في ستري بارفا. شعر غاندهاري بأن كرشنا لم يضع حدًا للحرب عمدًا، في نوبة من الغضب والحزن، فقال: "لقد كنت غير مبالٍ بالكوروس والباندافاس عندما يقتلون بعضهم البعض. لذلك، يا جوفيندا، ستكون القاتل من أقربائك!" بالنسبة الى ماهابهاراتا، اندلع قتال في مهرجان بين يادافاس، الذين ينتهي بهم الأمر بقتل بعضهم البعض. بعد أن ظن صياد يُدعى جارا أن كرشنا النائم غزال، أطلق سهمًا باتجاه قدم كرشنا مما أدى إلى إصابته بجروح قاتلة. كرشنا يغفر لجاراويموت.  يمثل موقع الحج ( تيرثا) في بهالكا في ولاية غوجارات الموقع الذي يُعتقد أن كرشنا قد مات فيه. يُعرف أيضًا باسم ديهوتسارجا، وهو مصطلح يعني حرفيًا المكان الذي "تخلى فيه كرشنا عن جسده". يذكر بهاغافادا بورانا في الكتاب 11، الفصل 31 أنه بعد وفاته، عاد كرشنا إلى مسكنه المتسامي مباشرة بسبب تركيزه اليوغي. لم تتمكن الآلهة المنتظرة مثل براهما وإندرا من تتبع المسار الذي سلكه كرشنا لترك تجسده البشري والعودة إلى مسكنه.

## معرض صور

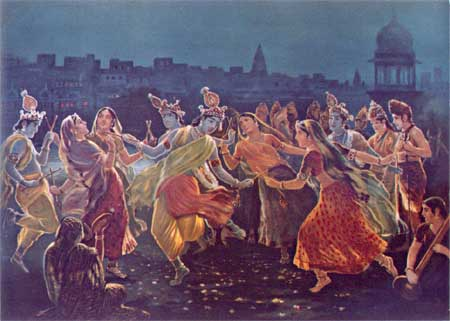
كرشنة يرقص مع الغوبيات
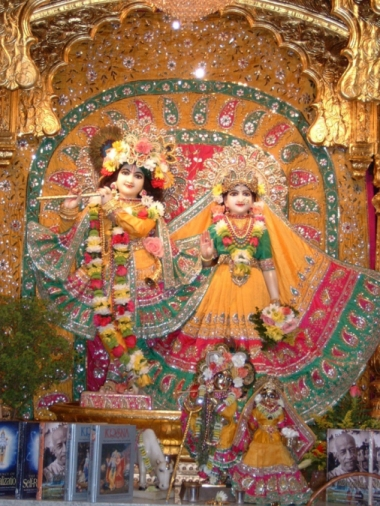
كرشنة مع صاحبته رادها في معبد هندوسي في واتفورد
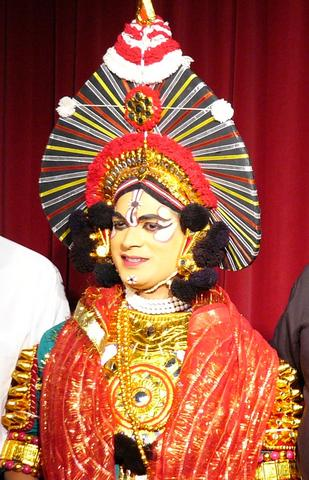
تمثال لكرشنة